# أهداب اصطناعية

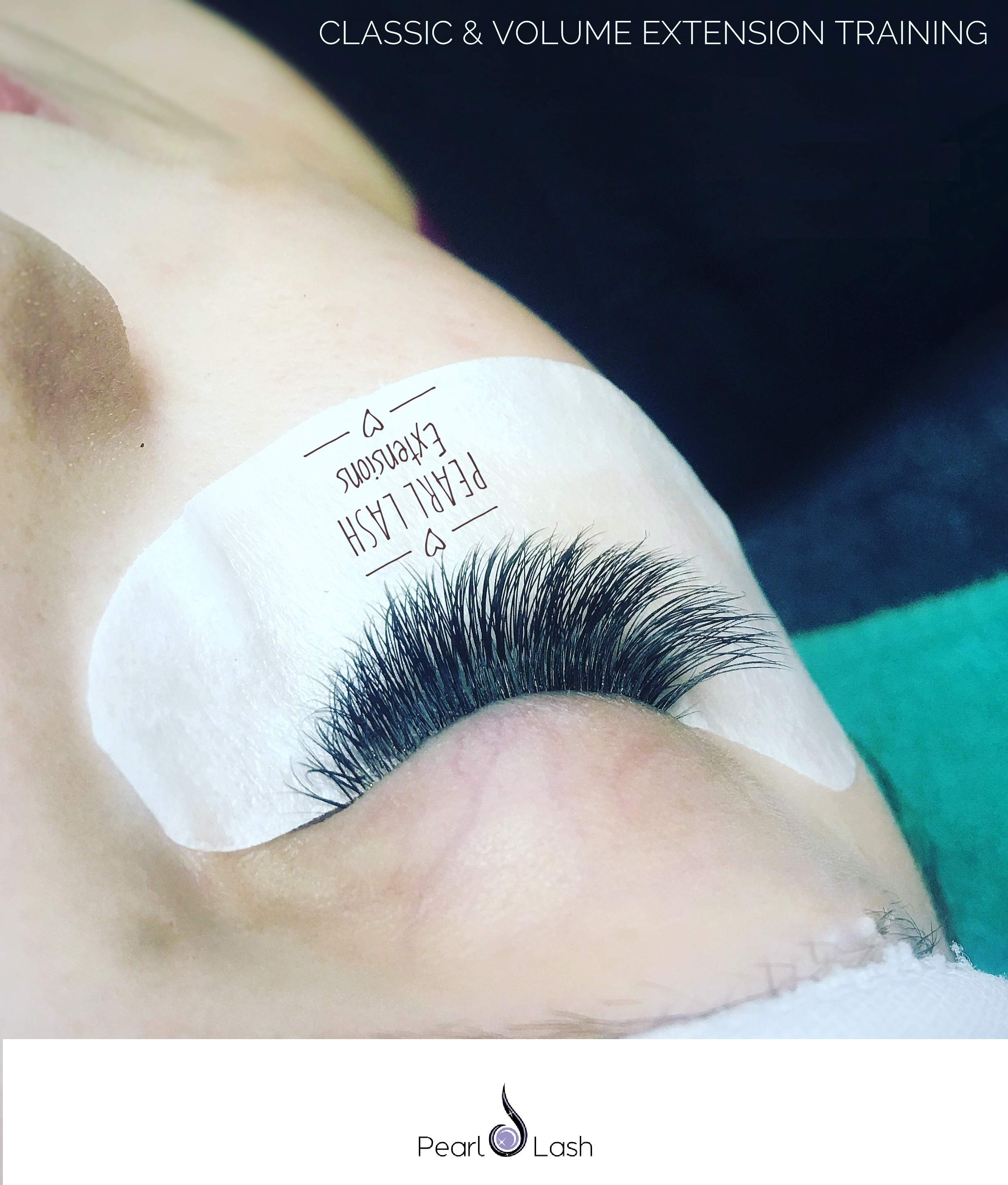
الأهداب الإصطناعية

الأهداب الاصطناعية مستحضر تجميلي يستخدم من أجل الحصول على أهداب طويلة وكثيفة وإضافة مظهر جذاب للعين، وعلى الرغم من انتشار أنواع المسكرة ذات العلامات التجاريّة المعروفة والتي تمنح أهداباً كثيفة وطويلة إلا أنّ البعض يفضّل تركيب الأهداب الاصطناعية كبديل مثالي وأسرع عن الماسكارا، كما ساعد الانتشار الواسع لتركيب الأهداب الاصطناعية على ظهور عمليات تركيب الأهداب الدائمة التي تتم في عيادات للتجميل على يد أطباء تجميل متخصّصين من خلال زرع شعيرات في الجفن. وتبقى ثابتة لعدّة أشهر.

## أنواعها
شكل الأهداب الاصطناعية يكون حسب شكل العين فالعيون المبطنة يجب استخدام أهداب طويلة وكثيفة، أما العيون الناعسة فيجب استخدام أهداب كثيفة الأطراف وخفيفة من المنطقة الداخلية، أما العيون المسحوبة فيجب تركيب أهداب بلون أسود غامق وطول واحد، أما العيون الواسعة فيمكن استخدام أنواع الأهداب الصناعية المختلفة.

## طريقة تركيبها وإزالتها

### تركيبها
1. إبدأي أولاً باختيار شكل الأهداب المناسب لك وأزيليه من العلبة بواسطة ملقط نتف الحواجب وأصابعك ولكن احرصي على إزالته بخفة لكي لا تزيلي الشعيرات عن الأهداب الاصطناعية. ضعي الهُدب فوق عينك للتأكد من أن طوله مناسب، وإن وجدته أطول من شكل عينك فاستخدمي المقص في هذه الحالة لتقصيره.
2. طبّقي الصمغ على الهُدب الأصطناعي من الجهة التي يجب أن تلتصق بجفنك العلوي واحرصي ألا تكثري من الصمغ لكي لا يلطخ جفنك. اتركي الهُدب ليجف لبضعة ثوانٍ حتى تشعري بانه لا يزال قابل للّصق ولكنه لم يعد ليناً جداً، وابدأي عملية تطبيقه على الجفن.[4]
3. طبّقي الهُدب الاصطناعي مباشرةً فوق أهدابك الطبيعية عند بداية الجفن العلوي المتحرّك. وعندما تتأكدين من أنك وضعته في المكان المناسب، من الجهة الأولى، إستخدمي ملقط الحواجب لوضع الشعيرات في المكان المناسب من الجهة الثانية.
4. إبدأي بعدها عملية تثبيت الأهداب بواسطة امقبض ملقط الحواجب أي الجهة الثابتة منه وذلك من خلال الضغط قليلاً على مكيان وضع الأهداب الصناعية وذلك للتأكد من أنها لن تقع.
5. إتركي عينك مغلقة لدقيقة ثم افتحيها بلطف واستخدمي مقبض ملقط الحواجب لفصل الأهداب العلوية عن خط الأهداب السفلية.
6. وأخيراً طبّقي الماسكارا السوداء من جهتي الهُدب العلوية والسفلية وذلك لتتداخل الأهداب الطبيعية الاصطناعية في بعضها البعض ولتحصلي على عيون طبيعية وملفتة.

### إزالتها
1. أزيلي مكياج العينين: أستخدمي مزيل لطيف لمكياج العين لإزاله أي من الماسكرا والأيلينر، فذلك يجعل من السهل عليك رؤية نهايات أهدابك الحقيقية وبدايات الأهداب الصناعية.
2. امسحي أهدابك بالزيت مع الحرص على عدم دخول الزيت داخل عينيك، استمري في فرك أهدابك بالزيت بلطف حتى تبدأ الأهداب الاصطناعية بالتساقط.
3. أشطفي أهدابكِ. رشي على جفنكِ ماء الدافئ لإزالة الزيت.

## ماركات الأهداب الأصطناعية
- ميك أب فو أيفر
- هدى بيوتي
- ريد تشيري آيلاشز
- فلوترفلوف لاش
- ماك
- كيس آيلاشز
- لوف ماي لاشز
- آيلور
- هوس أوف لاشز
- أهداب ليالي
- بينكي غوت
- ليان كوزمتك

## المضار والتحذيرات
- المواد المستخدمة للصق الأهداب تحتوي على «الفورمالديهايد» وبعض الناس لديهم حساسية من هذه المادة التي قد تؤدي إلى تهيّج العين والتهابها.
- لا يجب أستخدم الماسكارا ضد الماء مع الأهداب الصناعية لأنها تمنع الأهداب الطبيعية من النمو لأنها تغطي قاعدة الأهداب ولا تجعلها تتنفس.
- يجب الحذر عند أستخدام مجعد الأهداب لأنه قد ينزع الأهداب الصناعية.
- عند تثبيت الأهداب الاصطناعية، فالغراء غالباً يلتصق بالأهداب الطبيعية، وهذا ما يؤدي إلى سحبها عند إزالة الهُدب الاصطناعي، ليصبح السبب الرئيس لتساقط الأهداب وضعفها.
- العناية بالأهداب الطبيعية بعد استخدام الأهداب الصناعية مهم من حيث استخدام المرطب كزيت الزيتون (مع تجنب إدخال الزيت إلى داخل العين) وتنظيف الأهداب جيدًا.
- يفضل استخدام أهداب صناعية مأخوذة من شعر طبيعي وليست الأهداب البلاستيكية.
- الأهداب الصناعية السفلية لا تستخدم إلا في المناسبات الليلية.